# Cimetière de Sanhédriah
Le cimetière de Sanhédriah est un cimetière juif situé dans le quartier de Sanhédriah à Jérusalem, en Israël, ouvert en 1948.

## Histoire
Depuis des siècles, les enterrements juifs à Jérusalem prenaient place au cimetière juif du Mont des Oliviers.
En janvier 1948, à cause du siège de la Jérusalem juive, le mont des Oliviers devient inaccessible, la route y menant traversant des villages arabes hostiles.
Le 23 mars 1948, trois camions de l'armée britannique explosent dans la rue Ben Yehuda au centre-ville de Jérusalem et causent la destruction de l'hôtel Atlantic et des dommages importants à des immeubles adjacents. Il n'y a pas d'endroit où enterrer les victimes dont les corps sont placés pendant 5 jours dans la cour de l'hôpital Bikur Holim (Bikur Cholim Hospital (en)), qui se trouve à proximité. La Hevra Kaddisha de Jérusalem trouve un espace acceptable comme lieu d'enterrement avec l'autorisation des autorités de la Palestine mandataire.

## Personnalités reposant dans ce cimetière
- Ben Sion Abba Chaoul (1924-1998), rosh yeshiva de la yechiva de Porat Yosef
- Yehuda Amichaï (1924-2000), poète
- Joseph Ariel (1893-1964), dirigeant sioniste russe puis diplomate israélien
- Shmuel Berenbaum (1920-2008), rosh yeshiva de la yechiva de Mir, de Brooklyn à New York[2],[3] ainsi que deux de ses fils, le rabbin Chaim Shlomo Berenbaum et le rabbin Leib Berenbaum [4] et son épouse Reichel Berenbaum (1931-2020), la fille du rabbin Avraham Kalmanowitz[5].
- Friedrich Simon Bodenheimer (1897-1959, entomologiste israélien
- Moshé Botschko (1916-2010), Rosh Yeshiva de la Yechiva Etz Haïm de Montreux, en Suisse
- Yerahmiel Eliyahou Botschko (1888-1956), fondateur et Rosh Yeshiva en 1927 de la Yechiva Etz Haïm, la première Yechiva en Suisse. Il est le père du rabbin Moshé Botschko.
- Yosef Burg (1909-1999), homme politique israélien
- Umberto Cassuto (1883-1960), rabbin
- Yehuda Cooperman (1930-2016), rabbin, fondateur de la Michlalah.
- Antoinette Feuerwerker (1912-2003), juriste, résistante et éducatrice française[6]
- David Feuerwerker (1912-1980), rabbin de Brive-la-Gaillarde, grand-rabbin de Lyon, rabbin à Paris et à Montréal, résistant français[6]
- Wolf Gold (1899-1956), rabbin, signataire de la déclaration d'indépendance d'Israël[7]
- Yaakov Moshe Harlap (1883-1951), rabbin de Shaarei Hesed et Rosh yeshiva de la yechiva Mercaz HaRav Kook
- Yitzhak HaLevi Herzog (1888-1959), grand-rabbin Ashkenaze d'Israël[8],[9],[10]
- Max Jammer, président de l'université Bar-Ilan[11]
- Simcha Holtzberg (1924-1994), le Père des soldats blessés[12]
- Avraham Kalmanowitz (1891-1964), rosh yeshiva de la yechiva de Mir, de Brooklyn à New York[13]
- Shraga Moshe Kalmanovitz (1918-1998)[13]
- Aryeh Levin (1885-1969), connu comme le Tzadik (le « Juste ») de Jérusalem[14],[15]
- Saul Lieberman (1898-1983), talmudiste[16]
- Stéphane Mosès (1931-2007), philosophe, traducteur et germaniste
- Yitzhak Nebenzahl (1907-1992), contrôleur d'État de l'État d'Israël de 1948 à 1981, médiateur (ombudsman) de l'État d'Israël de 1961 à 1981, directeur de la Banque d'Israël.
- Cecil Roth (1899-1970), historien[17]
- Gershom Scholem (1897-1982), historien et philosophe[18],[19]
- Reuven Shiloah (1902-1950), premier directeur du Mossad (1951-1952)
- Eleazar Sukenik (1889-1959), archéologue[20] ainsi que son épouse Chassia Sukenik
- Nissan Aharon Tikochinsky (1922-2012), Rosh yeshiva de la yechiva Etz Chaim de Jérusalem[21]
- Max Warschawski (1925-2006), grand-rabbin de Strasbourg et du Bas-Rhin
- Ovadia Yosef (1920-2013)[22],[23],[24],[8], grand-rabbin séfarade d'Israël, ainsi que son épouse Margalit Yosef (née Fattal) (1927-1994)